# In Deutsch
In Deutsch è una raccolta della cantante italo-francese Dalida, pubblicata nel 1969 da Barclay.
Questo album non è altro che una compilation di brani in lingua tedesca registrati da Dalida in quegli anni. Venne distribuito solo in Germania.

## Tracce
Lato A
1. Petruschka (versione in tedesco di Casatchok)
2. An jenem Tag
3. Regenzeit-Tränenleid
4. Wenn die Soldaten
5. Weit über's Meer
6. Ciao amore, ciao (in tedesco)

Lato B
1. Am Tag, als der Regen kam
2. El Cordobés
3. Mama (in tedesco)
4. Nie (versione in tedesco di Eux)
5. Ich werde warten
6. Abschiedsmelodie (versione in tedesco di Il silenzio)